# James Glentworth Butler
James Glentworth Butler (auch J. Glentworth Butler, * 3. August 1821 in Brooklyn, New York; † 29. Dezember 1916 in Boonton, New Jersey) war ein US-amerikanischer presbyterianischer Geistlicher.

## Leben

### Familie und Ausbildung
Der gebürtige Brooklyner James Glentworth Butler, Sohn des Silas Butler sowie der Phoebe Waldron Butler, graduierte 1850 am Yale Theological Seminary. James Glentworth Butler heiratete am 27. Januar 1853 die aus Richmond, Virginia gebürtige Evelyn E. Reeve. Aus der Ehe gingen zwei Töchter und der Sohn Dr. Glentworth Reeve Butler hervor. Butler, der seinen Lebensabend im Haus seiner Tochter Mrs. William H. Cammeyer in Boonton, New Jersey, verbrachte, verstarb Ende Dezember 1916 im Alter von 95 Jahren. Seine letzte Ruhestätte fand er auf dem Green-Wood Cemetery in Brooklyn, New York.

### Beruflicher Werdegang
James Glentworth Butler wurde im Jahre 1852 für den seelsorgerischen Dienst in der Presbyterian Church (U.S.A.) ordiniert. Butler übernahm im Anschluss die Pastorenstelle an der in der 21st sowie Walnut Street gelegenen First Presbyterian Church in Philadelphia, Pennsylvania. Im Jahre 1868 wechselte James Glentworth Butler in die Funktionen als Secretary, Treasurer sowie Editor zur American and Foreign Union, 1871 trat er zurück.
James Glentworth Butler zählte zu den führenden presbyterianischen Geistlichen der Vereinigten Staaten in der zweiten Hälfte des 19. Jahrhunderts. Er erwarb im Jahre 1864 den Doctor of Sacred Theology am Hamilton College in Clinton, New York. Butler trat im Besonderen als Autor christlich-religiöser Werke hervor.

## Publikationen
- zusammen mit Henry Buckley Ashmead: God with us : a national Thanksgiving discourse. Published by the Union League of the Twenty-Fourth Ward, Philadelphia, Philadelphia, 1863
- The martyr President : our grief and our duty. McGill & Witherow, printers, Washington, D.C., 1865
- The Bible-work : (or Bible Reader's Commentary). The New Testament, in two volumes. Funk & Wagnalls, New York, 1883
- Topical analysis of the Bible : a re-statement of its moral and spiritual truths, drawn directly from the inspired text : also containing a subject-index to "The Bible work". Butler Bible Work Co., New York, 1897
- Vital truths respecting God and man, in systematic arrangement, with clear concise statements. Westminster Press, Philadelphia, 1904
- Present-day conservatism and liberalism within Biblical lines : a concise and comprehensive exhibit. Sherman, French & Company, Boston, 1911